# 타페아주

타페아주

타페아주의 기(旗)

타페아주(Tafea)는 바누아투 최남단에 위치한 주로, 주도는 탄나섬에 위치한 이상겔이며 인구는 37,050명, 면적은 1,628km2이다. 주 이름은 탄나섬과 아니와섬, 푸투나섬, 에로망고섬, 아네이튬섬(Tanna, Aniwa, Futuna, Erromango, Anatom)의 첫 글자를 조합해서 붙여진 이름이다.